# 林继庸

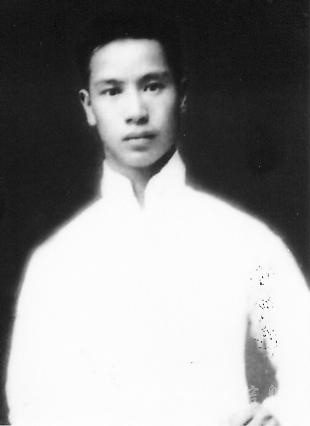
年轻时的林继庸

林继庸（1896年—1985年），号仲庸，男，廣東香山人（今广东南蓢大车村人），中国实业家。早年曾在美国纽约伦斯勒理工学院攻读化学工程。1932年回国以后进入刚刚成立的国防委员会，1936年，林继庸出任国民政府资源委员会专门委员兼工业联络组组长。中国抗日战争时期，林继庸负责中国将工厂撤离至战争后方，使得中国工业得以持久支持国家抗战，被誉为“迁厂之母”。抗日战争后期，林继庸出任新疆建设厅长。1944年被诬陷为共产党而入狱。1949年赴台。

## 生平

### 早年经历
林继庸1913年考入北京大学理工科预科，1919年天津北洋大学采矿系肄业。1920年到美国纽约伦斯勒理工学院攻读化学。1926年林继庸回国，任广东化学工业委员会委员、上海复旦大学教授、理学院院长兼化学系主任。

### 一·二八事变
1932年日军侵占上海，爆发一·二八事变，林继庸被十九路军聘为技术顾问兼技术组长，参与制造化学武器。同年12月任国防委员会国防化学委员，邀约集结徐学禹等人计划以水雷引爆日军停泊在上海虹口汇山码头附近的旗舰“出云号”，未炸毁敌舰，但将日本大将震伤。日本大将不久身亡，林继庸因此成为日军追杀目标。1933年为避日军搜捕，前往欧洲。

### 淞沪会战
1937年7月28日，林继庸力争搬迁上海工厂到內陸省份，國民政府派他到上海与企业家做接洽与调查，当天下午林氏抵达上海。林继庸游说两日只得到两家工厂的支持，30日晚林继庸返回南京复命。淞沪会战前夕林继庸被任命为上海工厂迁移监督委员会主任委员，将民营工厂撤离出即将成为战场的上海，8月10日林继庸赴上海就职。在林继庸的主持下，至11月12日上海失守，在日军的炮火下共迁出民营工厂146家，机器设备1.6万吨，技术工人2500多人。之后林继庸被任命为经济部工矿调整处的业务组组长，负责其他地方工厂的后撤工作。

### 遭诬陷入狱

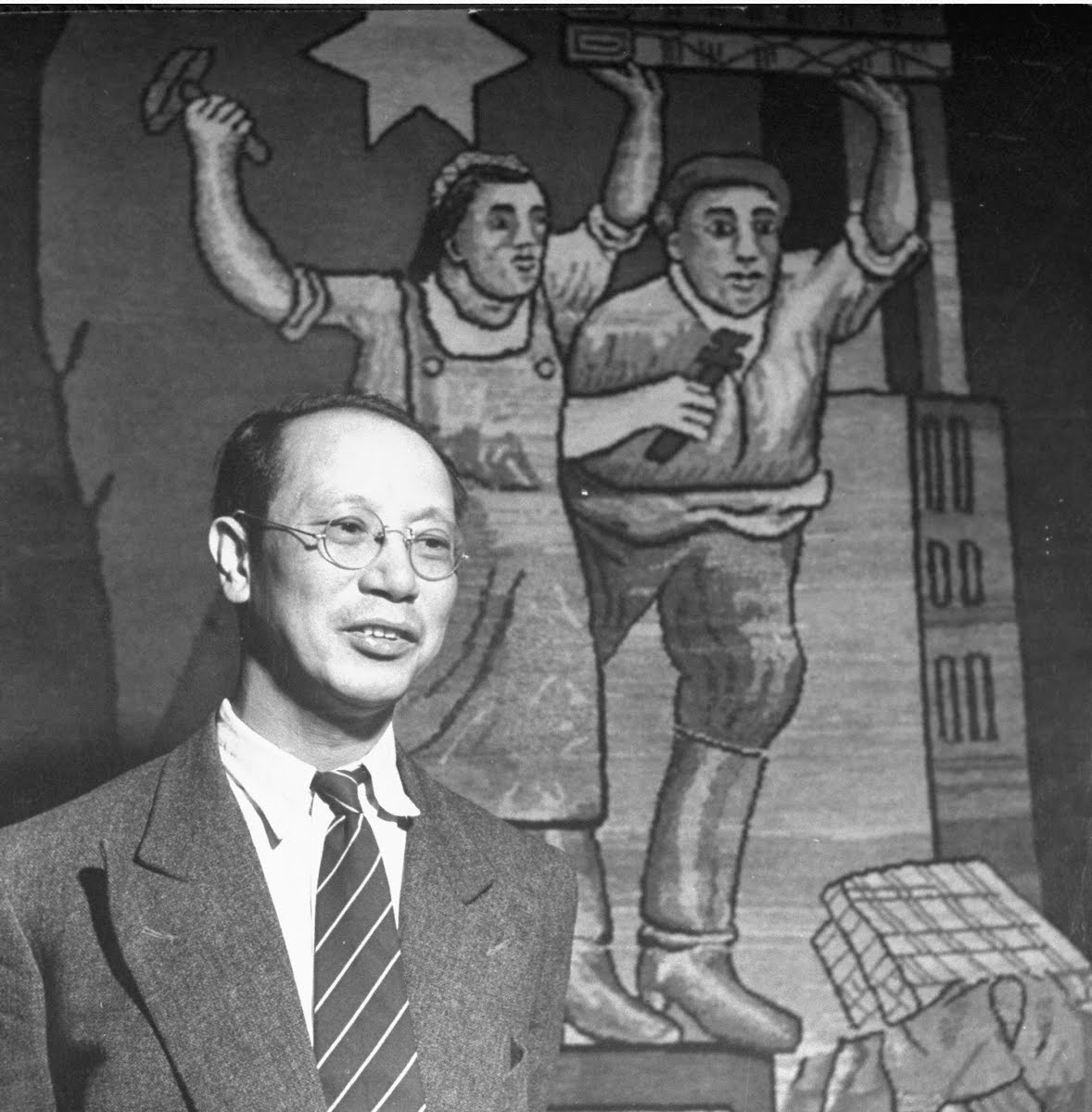
林继庸任新疆省建设厅长时接受美国《生活杂志》采访时所摄

新疆军阀盛世才投靠蔣介石後，林继庸於1943年4月14日被國民政府任命為新疆省政府委員兼新疆省政府建設廳廳長。
1944年，盛世才诬陷林继庸等为混在国民党内的共产党，称林继庸收受苏联贿赂10余万元，下令逮捕了1500多人，在重庆盛传林继庸死亡的消息，有人在工厂为他立牌位称其为“工业之神”。吴蕴初以全部家产为他担保：
“盛世才诬林氏受贿款昧于事实，如果林氏要发财早就发财了，上海厂矿西迁，蒋委员长发给林氏一千多张空白的“特别通行证”，很多人为了得到特别通行证，每想用重金收买，如果林氏要发财，那个时候是可以大发国难财的，何必等到去新疆呢？但林氏始终未为利诱。他对于通行证之使用时很慎重的，凡他认为应该拆迁的工厂，不用他们请求，照发不误，如果是与拆迁工厂无关重要的则一律拒绝发给。”
他被盛世才當局逮捕並遭到严刑拷打，幾乎喪命。盛世才被蔣介石罷免後，他被釋放回到内地。同年10月5日，林继庸在新疆省的所有职务被免去。

### 抗日战争结束后
抗日战争胜利后，林继庸任粤桂闽敌伪产业处理审议委员会主任委员兼粤桂闽敌伪产业处理局局长。后脱离政坛，返回广州创办广东农业机械公司，担任总经理。1949年初到香港九龙深水埗，设立达利工业公司，同年末赴台湾定居。曾任行政院善后事业保管委员会秘书长、经济部工业委员会委员兼召集人等职，後任教于国立台湾师范大学。林氏因當年在新疆遭受的折磨，與盛世才是死對頭。晚年雙腿殘廢，臥床達十多年之久，1985年病逝于台北。

## 著作
- 《民营厂矿内迁纪略》
- 《化学兵器科》
- 《厂矿迁建统计》
- . 商務印書館. 1934-01-01: 104頁.

## 扩展阅读
- 《林继庸先生访问纪录》